# 靜和宅主
靜和宅主（?—?），高丽王朝王女。高丽康宗之女。
靜和宅主是康宗庶女，生母不详。《高丽史》公主传没有记载靜和宅主。《眞覺國寺碑》称之为王道人。靜和宅主嫁给了武人政权的掌门人崔忠献。高丽高宗元年（1214年），高宗封崔忠獻之妻任氏爲綏成宅主，王氏爲靜和宅主。

## 亲属
- 父亲：22代王高丽康宗（1152年—1213年，在位1211年—1213年）
  - 丈夫：崔忠獻（1149年—1219年）
    - 长子：崔衢
    - 次子：曹溪宗僧侣